# سلفادور كارمونا
سلفادور كارمونا (بالإسبانية: José Salvador Carmona Álvarez)‏ (مواليد 22 أغسطس 1975) هو لاعب كرة قدم. يلعب مع منتخب المكسيك لكرة القدم. سبق له أن لعب في كأس العالم لكرة القدم مع منتخب بلاده.

## مسيرته الكروية
لعب سلفادور كارمونا خلال مسيرته الاحترافية مع 4 أندية في خمسة عشر موسمًا وسجل خلالها 16 هدفًا ضمن 326 مباراة. ولم يفز بأي موسم بالكأس وفاز في أربعة مواسم بالدوري.
خاض سلفادور كارمونا مسيرته مع نادي تولوكا في موسم 1994–95 في المرة الأولى ليلعب معه ستة مواسم ثم في موسم 2001–02 واستمر معه طيلة ثلاثة مواسم، مشاركًا طوالها في 212 مباراة سجل خلالها 12 هدفًا. ثم انتقل إلى نادي أتلانتي إف سي في موسم 2000–01 ولمدة موسمين، حيث شارك في 47 مباراة سجل خلالها هدفًا واحدًا. لينتقل بعدها إلى نادي غوادالاخارا في موسم 2003–04 ولمدة موسمين، مشاركًا في 30 مباراة سجل خلالها هدفًا واحدًا أيضًا. ثم انتقل إلى نادي كروز آزول في موسم 2004–05 ولمدة موسمين، مشاركًا في 37 مباراة سجل خلالها هدفين.

## روابط خارجية
- سلفادور كارمونا على موقع قاعدة بيانات كرة القدم.إي يو (الإنجليزية)
- سلفادور كارمونا على موقع ناشيونال فوتبول تيمز (الإنجليزية)